# Catrin Westerlund
Anna Gunborg Catrin Westerlund (født 10. april 1934 i Stockholm, død 18. september 1982 på Lidingö) var en svensk skuespillerinde, der medvirkede i over 40 film og tv-serier. Hun var gift med jazzmusikeren Putte Wickman (1924-2006).
Westerlund ligger begravet i mindelunden på Skogskyrkogården i Stockholm.

## Udvalgt filmografi
- Sommeren med Monika (1953, ukrediteret)
- Filmen om Marianne (1953)
- En skærgårdsnat (1953)
- Forårslængsel (1954, ukrediteret)
- Farlig frihed (1954, ukrediteret)
- Danse-Salonen (1955, ukrediteret)
- Piger uden værelse (1956)
- Susanne (1960, kun stemme)
- Skal vi lege skjul? (1963)
- Hvem vil ha' min kone? (1964)
- Bryllupsnatten (1964)
- Jomfrutro og dobbeltmoral (1965)
- Træfrakken (1966)
- Verdens bedste Karlsson (1974)
- Eventyret om Karl-Bertil Jonssons juleaften (animationsfilm, 1975)
- Katitzi (tv-serie, 1979)